# Caroline Dublanche
Caroline Dublanche, née le 12 novembre 1966 à Brive-la-Gaillarde, est une psychologue.
Depuis 1999, elle anime des émissions de libre-antenne nocturnes. De 1999 à 2018, elle est l'animatrice principale de l'émission Libre antenne sur Europe 1 puis de l'émission Parlons-nous depuis septembre 2018 sur RTL.

## Parcours de psychologue
Elle est titulaire d'un DESS de psychologie clinique  et pathologique. Son parcours la conduit rapidement à travailler pour l'association Enfance et Partage, qui vient en aide aux enfants victimes d'abus sexuels et de violences physiques. Après s'être penchée sur les problèmes de la douleur et avoir travaillé au sein de la Fondation Rothschild, elle travaille avec des adolescents au travers de groupes de paroles dans le cadre du Mouvement français pour le planning familial pendant six années.

## Parcours radiophonique
De 1999 à 2018, elle anime l'émission nocturne Libre antenne sur Europe 1 du lundi au jeudi (en alternance avec la psychanalyste Sophie Péters du vendredi au dimanche), émission dans laquelle elle échange avec les auditeurs sur leurs problèmes psychologiques et sentimentaux,.
En 2004, elle présente sur la même station une émission hebdomadaire le samedi sur la vie quotidienne, familiale, conjugale et autres thèmes de société.
De septembre 2006 à janvier 2007, elle remplace Valérie Durier sur Europe 1 dans la tranche horaire 14 h-15 h 30, puis, remplacée par Alexia Laroche-Joubert, elle reprend son émission nocturne Un psy vous écoute, de 23 h à 2 h du matin.
Les 20 et 21 juin 2018, son départ d'Europe 1 est annoncé, pour rejoindre RTL à la rentrée suivante,.